# Calciphilopteris
Calciphilopteris es un género con 4 especies de helechos de la familia Pteridaceae. Se encuentra en la India y de China, hacia el sur llega hasta Australia. Sus cuatro especies crecen entre las grietas de la piedra caliza o se aferran a la roca misma.

## Taxonomía
Calciphilopteris fue descrito por Yesilyurt & H.Schneid. y publicado en Phytotaxa 7: 52, en el año 2010. La especie tipo es: Calciphilopteris ludens (N.Wallich ex Hooker) Yesilyurt & H.Schneider
Etimología
El nombre genérico se deriva de tres palabras griegas: cal (piedra caliza), philus (amorosa), y pteris (helecho).

## Especies aceptadas
A continuación se brinda un listado de las especies del género Calciphilopteris aceptadas hasta abril de 2012, ordenadas alfabéticamente. Para cada una se indica el nombre binomial seguido del autor, abreviado según las convenciones y usos.
- Calciphilopteris alleniae (R.M.Tryon) Yesilyurt & H.Schneid.
- Calciphilopteris ludens (Wall. ex Hook.) Yesilyurt & H. Schneid.
- Calciphilopteris papuana (Copel.) Yesilyurt & H. Schneid.
- Calciphilopteris wallichii (J.Sm.) Yesilyurt & H. Schneid.